# Победители (фильм)
«Победители» (англ. The Victors) — британско-американская антивоенная драма, единственная режиссёрская работа известного сценариста Карла Формана, вышедшая на экраны в 1963 году. Экранизация сборника рассказов Александра Бэрона. Лента получила номинации на премию BAFTA за лучшую операторскую работу и на премию «Золотой глобус» за лучший актёрский дебют (Питер Фонда).

## Сюжет
Сюжет состоит из коротких эпизодов, рассказывающих о драматических и комических перипетиях, с которыми сталкивается американский пехотный взвод в боях на европейском театре военных действий Второй мировой войны. На Сицилии рядовой Бейкер вступает в отношения с молодой итальянкой Марией, чей муж пропал без вести на фронте. Сержант Крейг сталкивается с непослушанием солдат, которые однажды проникают в винный погреб и сильно напиваются. После высадки в Нормандии сержант проводит ночь в доме француженки, напуганной авиационными бомбардировками. В Бельгии капрал Трауэр влюбляется в скрипачку Регину, однако та предпочитает ему проходимца Элдриджа. Капрал Чейз отказывается от предложения польки Магды дезертировать и зарабатывать деньги на чёрном рынке. В финале капрал Трауэр служит в оккупированном Берлине и поддерживает отношения с немкой Хельгой. Однажды вечером он сталкивается с советским солдатом, в результате ссоры оба погибают.

## В ролях
- Винс Эдвардс — рядовой Джордж Бейкер
- Альберт Финни — русский солдат
- Джордж Хэмилтон — капрал Теодор Трауэр
- Мелина Меркури — Магда
- Жанна Моро — француженка
- Джордж Пеппард — капрал Фрэнк Чейз
- Морис Роне — французский лейтенант
- Розанна Скьяффино — Мария
- Роми Шнайдер — Регина
- Эльке Зоммер — Хельга Метцгер
- Илай Уоллак — сержант Джо Крейг
- Майкл Каллан — Элдридж
- Питер Фонда — Уивер
- Джеймс Митчем — рядовой Роберт Гроган
- Сента Бергер — Труди Метцгер
- Альберт Ливен — господин Метцгер
- Мервин Джонс — Деннис
- Тутте Лемкоу — сикхский солдат
- Джон Кроуфорд — американский капитан
- Питер Вон — полицейский